# Wina włoskie

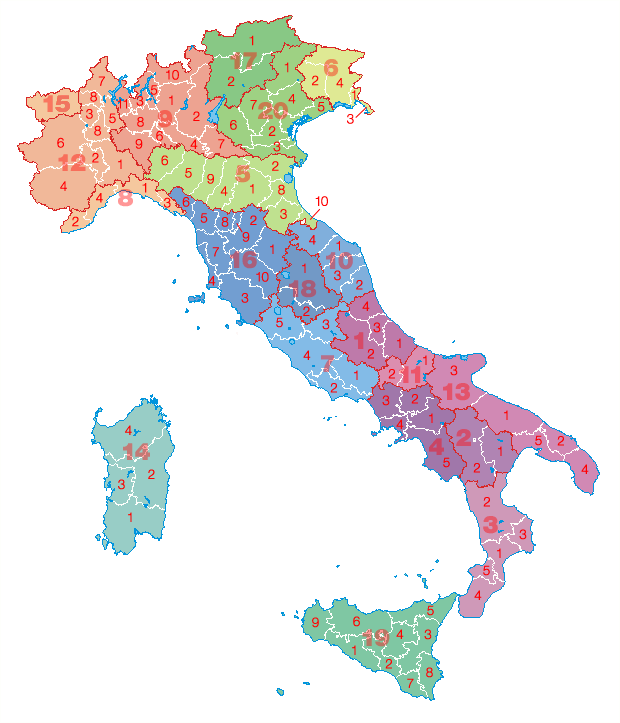
Obszary uprawy winorośli we Włoszech

Włochy są jednym z najstarszych regionów uprawy winorośli na świecie. Początkowo na terenie dzisiejszych Włoch uprawiali je Etruskowie i Grecy. Potem produkcja wina rozwijała się w starożytnym Rzymie.
Włochy konkurują z Francją i Hiszpanią o status największego producenta wina na świecie. W zależności od warunków pogodowych produkcja jest nieznacznie większa lub mniejsza niż produkcja wina we Francji. Ponad milion winnic wytwarza ok. 15% światowej produkcji wina. Takie rodzaje win jak: chianti, marsala czy bardolino zyskały popularność na całym świecie. 

## Odmiany (szczepy) winorośli
Włoskie Ministerstwo Rolnictwa i Leśnictwa (MIRAF) utworzyło rejestr ponad 350 odmian winorośli nadając im status „uznanych urzędowo”. Poza tym na terenie Włoch uprawiane jest ponad 500 innych odmian. Czterysta odmian jest uznawanych za autochtoniczne odmiany włoskie.
Najczęściej uprawianymi we Włoszech odmianami winorośli są (w kolejności):
sangiovese (ponad 10% upraw), catarratto bianco, trebbiano toscano, montepulciano, barbera, merlot, trebbiano romagnolo, negroamaro, moscato bianco, chardonnay, garganega, nero d'avola. W przeciwieństwie do rodzimych szczepów powierzchnia upraw chardonnay wzrosła pomiędzy 1990 a 2000 rokiem niemal dwukrotnie.
Duże znaczenie w poszczególnych regionach mają m.in. aglianico, arneis, cortese, corvina veronese, dolcetto, garganega, greco bianco, nebbiolo, primitivo, verdicchio i vernaccia.

## Klasyfikacja win
Instytucje regulujące rynek winiarski we Włoszech posługują się kilkustopniową klasyfikacją nadawaną winom pochodzącym z określonych regionów winiarskich.
- DOCG (wł. Denominazione di Origine Controllata e Garantita)
- DOC (wł. Denominazione di Origine Controllata)
- IGT (wł. Indicazione Geografica Tipica)
- VdT (wł. Vino da Tavola)

## Rodzaje win

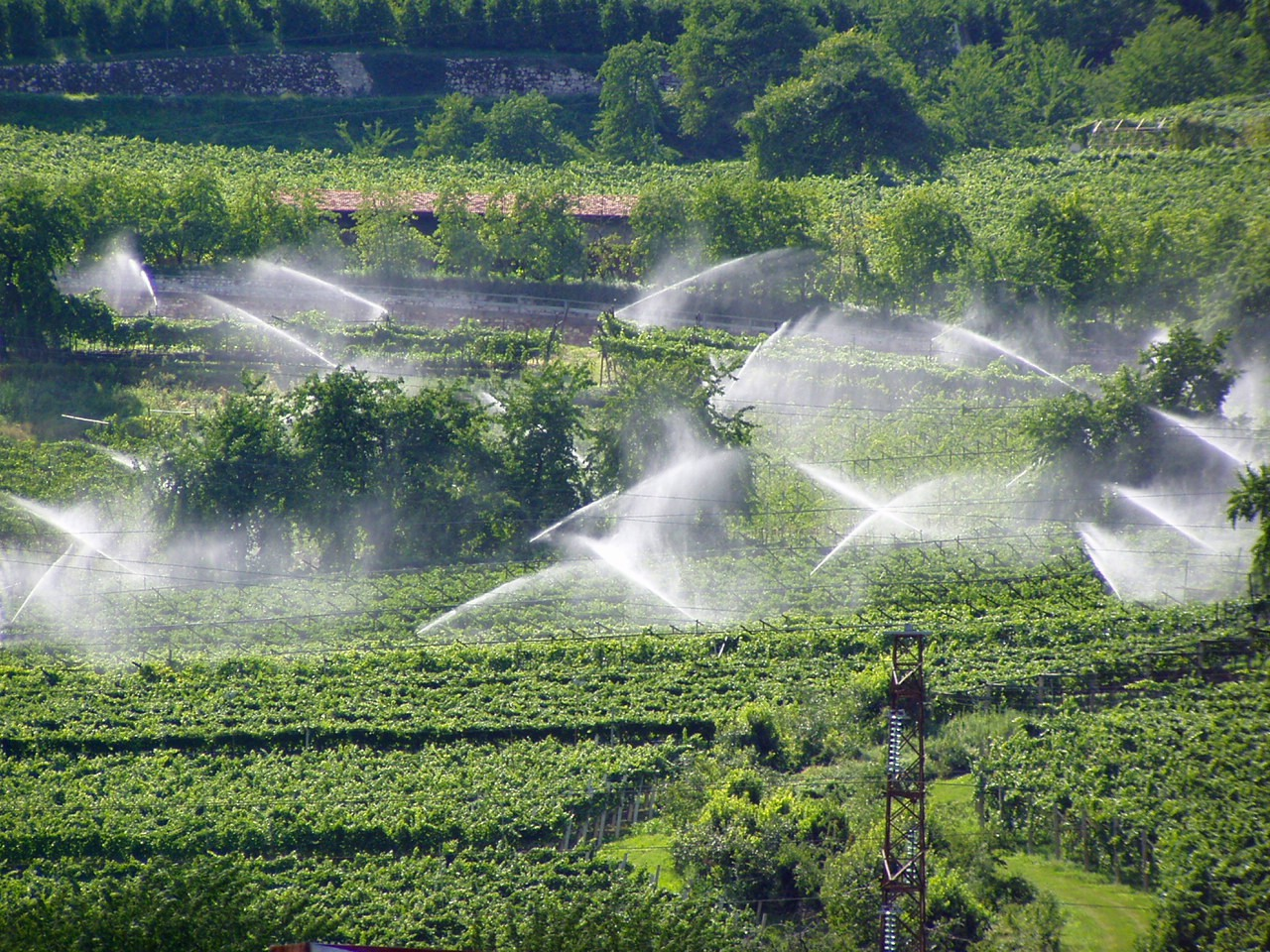
Winnica w regionie Trydent-Górna Adyga

Każdy region Włoch może poszczycić się własnymi winami:
- Toskania (16)
  - bolgheri, brunello di montalcino, candia dei colli, carmignano, chianti, colli apuani, colli etruria centrale, colline lucchesi, elba, galestro, montecarlo, montecucco, monteregio, montescudaio, morellino di scansano, nipozzano, parrina, pitigliano, pomino, rosso di montalcino, sant'antimo, vernaccia di san gimignano, valdichiana, val di cornia, valdinievole, valle di arbia, vin santo, vino nobile di montepulciano,
- Abruzja
  - montepulciano d'abruzzo, trebbiano d'abruzzo
- Apulia
  - aleatico di puglia, castel del monte, gioia del colle, lizzano, salice salentino
- Emilia-Romania
  - albana di romagna, lambrusco, pignoletto, sangiovese di romagna
- Friuli-Wenecja Julijska
  - bianco di custoza, colli euganei, conegliano veneto, friulano, ribolla gialla, soave, valdobbiaddene
- Kalabria
  - bivongi, cirò, lamezia, donnici, san vito di luzzi
- Kampania
  - fiano, greco
- Lacjum (7)
  - est! est!! est!!! di montefiascone, frascati
- Liguria (8)
  - cinqueterre, sciacchetra, rossese di dolceaqua
- Lombardia
  - franciacorta, oltrepo pavese
- Marche (10)
  - verdicchio dei castelli di jesi, rosso conero, rosso piceno
- Piemont (12)
  - alba, acqui, asti, barolo, barbera, carema riserva, colli tortonesi, dolcetto d'alba, gattinara, gavi, langhe, monferrato, nebbiolo, ovada
- Sardynia (14)
  - cagliari, monti, nuragus, ogliastra
- Sycylia (19)
  - cerasuolo di vittoria, contea di sclafani, contessa entellina, delia nivolelli, eloro, etna, noto, pantelleria, marsala, menfi, sambuca di sicilia
- Umbria (18)
  - Orvieto, Torgiano, grechetto
- Trydent-Górna Adyga/Południowy Tyrol
  - Caldaro, trentino pinot grigio, trentino chardonnay, trentino classico, teroldego rotaliano, lagrein, schiava, gewürztraminer, kretzer
- Wenecja Euganejska
  - amarone, bagnoli di sopra, bardolino, breganze, colli berici, colli euganei, gambellara, garda, lison pramaggiore, montello e colli Asolani, piave, prosecco, recioto di soave, recioto della valpolicella, valdadige